# Spojené belgické státy
Spojené belgické státy (nizozemsky Verenigde Nederlandse Staten nebo Verenigde Belgische Staten, francouzsky États-Belgiques-Unis, latinsky Foederatum Belgium), známé také jako Spojené státy belgické, byl krátce existující mezinárodně neuznaný stát v Jižním Nizozemsku (dnes Belgie) ustanovený povstalci v době brabatské revoluce (1789–1790) vedené proti habsburské nadvládě císaře Josefa II. (Nizozemí bylo tehdy provincií Habsburské monarchie). Stát existoval jen v rozmezí od ledna do prosince roku 1790. 1. října Josef II. zemřel a císařem se stal jeho bratr Leopold II., pod jehož vedením císařská vojska dobyla zpět město Namur a donutila vzbouřenou belgickou provincii Namur uznat autoritu císaře. O dva dny později následovala provincie Západní Flandry. V prosinci bylo celé území zpět v rukou císaře, ale restaurace habsburské moci v Jižním Nizozemsku neměla dlouhého trvání, 1. října 1795 bylo území anektováno vojsky revoluční Francie.